# Setaccio
Un setaccio (anche chiamato staccio, cribro, vaglio o crivello) è un dispositivo costituito da un recipiente che per fondo ha generalmente un retino metallico, che serve ad eseguire una cernita in base alle dimensioni.

## Applicazioni

### In laboratorio
I setacci in laboratorio sono utilizzati per filtrare materiale avente dimensioni superiori a quelle della maglia e stabilire la dimensione granulometrica del materiale trattenuto.
È possibile disporre più setacci uno sopra l'altro, in modo da suddividere rapidamente un materiale eterogeneo come il terreno, e ricavarne la composizione granulometrica e la curva granulometrica.

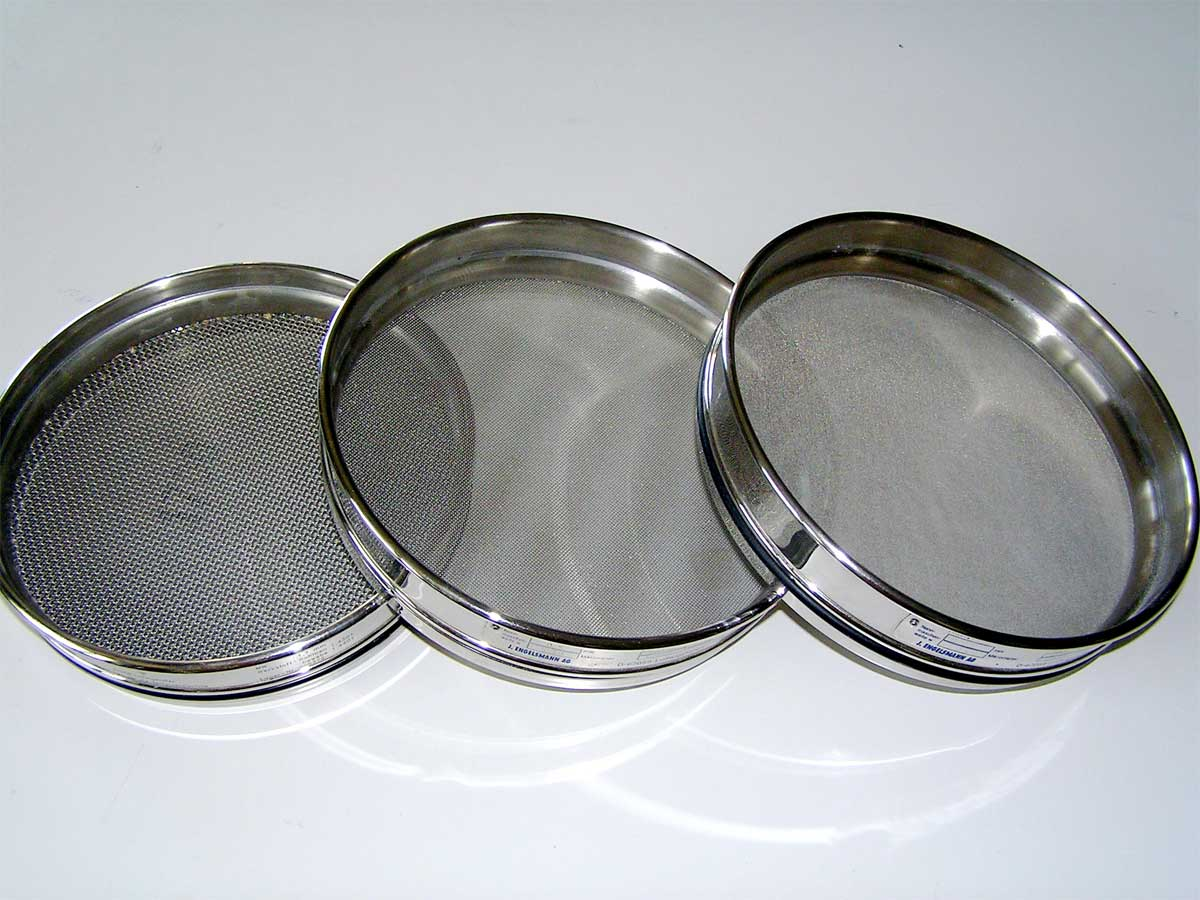
Setacci per analisi granulometriche
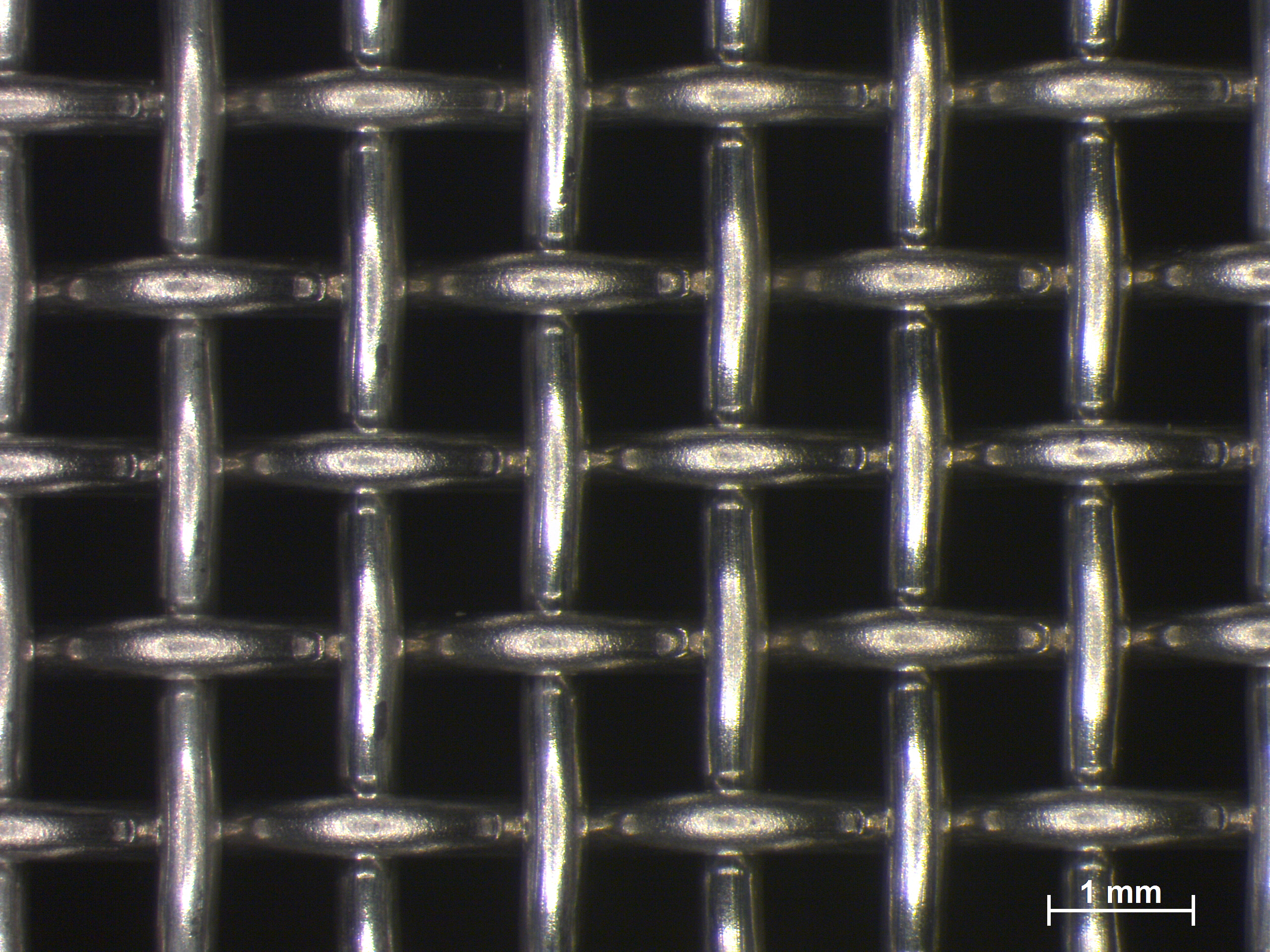
Esempio di maglia quadrata di un setaccio
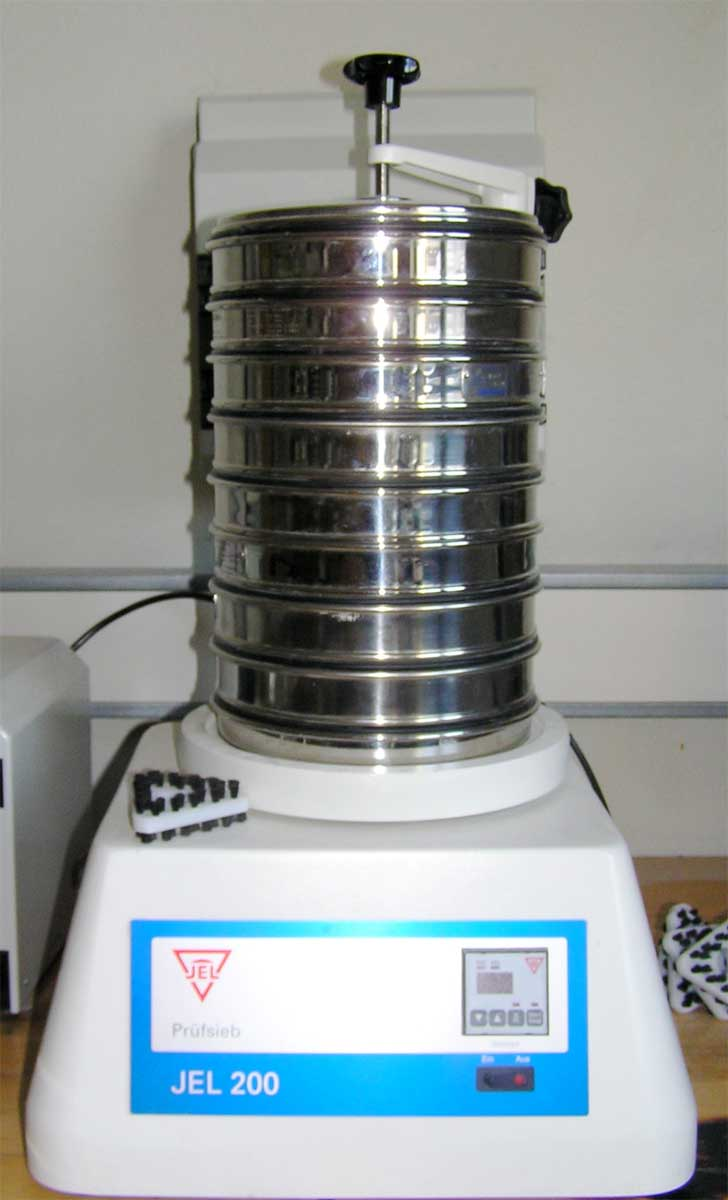
Un vibrovaglio per operazioni di setacciatura in laboratorio, con l'utilizzo di un piatto vibrante e più setacci impilati uno sopra l'altro

### Nell'industria di processo

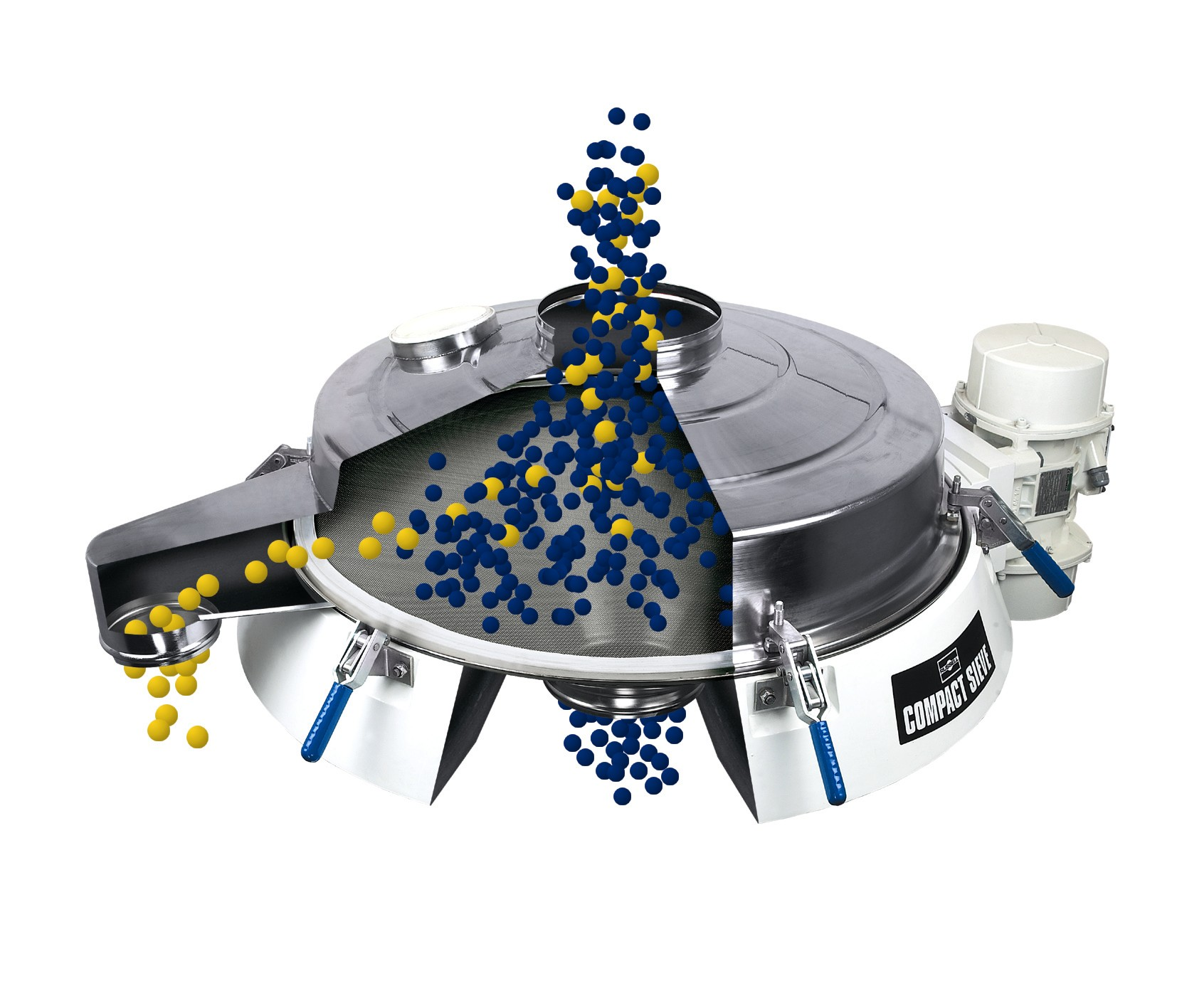
Un esempio di macchina setacciatrice per l'eliminazione delle particelle più grosse.

Nell'industria di processo, i setacci possono essere utilizzati per svolgere la separazione solido-solido di materiali granulari, in modo da ottenere un prodotto avente una ben determinata granulometria. Ciò si rende necessario quando le caratteristiche del prodotto (e quindi la sua qualità e il suo prezzo) dipendono dalle dimensioni medie delle sue particelle o dall'omogeneità di tali particelle, come nel caso di molti materiali da costruzione (ad esempio: cemento, calce, ghiaia, pietrisco, ecc.) o altri materiali granulari o pulverolenti (ad esempio: sale, zucchero, farine, cereali, legumi, ecc.).

### In cucina
In cucina il setaccio serve a setacciare le farine o altri composti granulosi come il pan grattato per determinarne la finezza, ripristinare l'omogeneità o eliminare i corpi estranei. I setacci per alimenti sono realizzati tradizionalmente con la fascia in legno e il fondo in rete fatta di metallo o crine, oggi in commercio si trovano anche con la fascia in plastica e le retine in acciaio inossidabile e nylon.

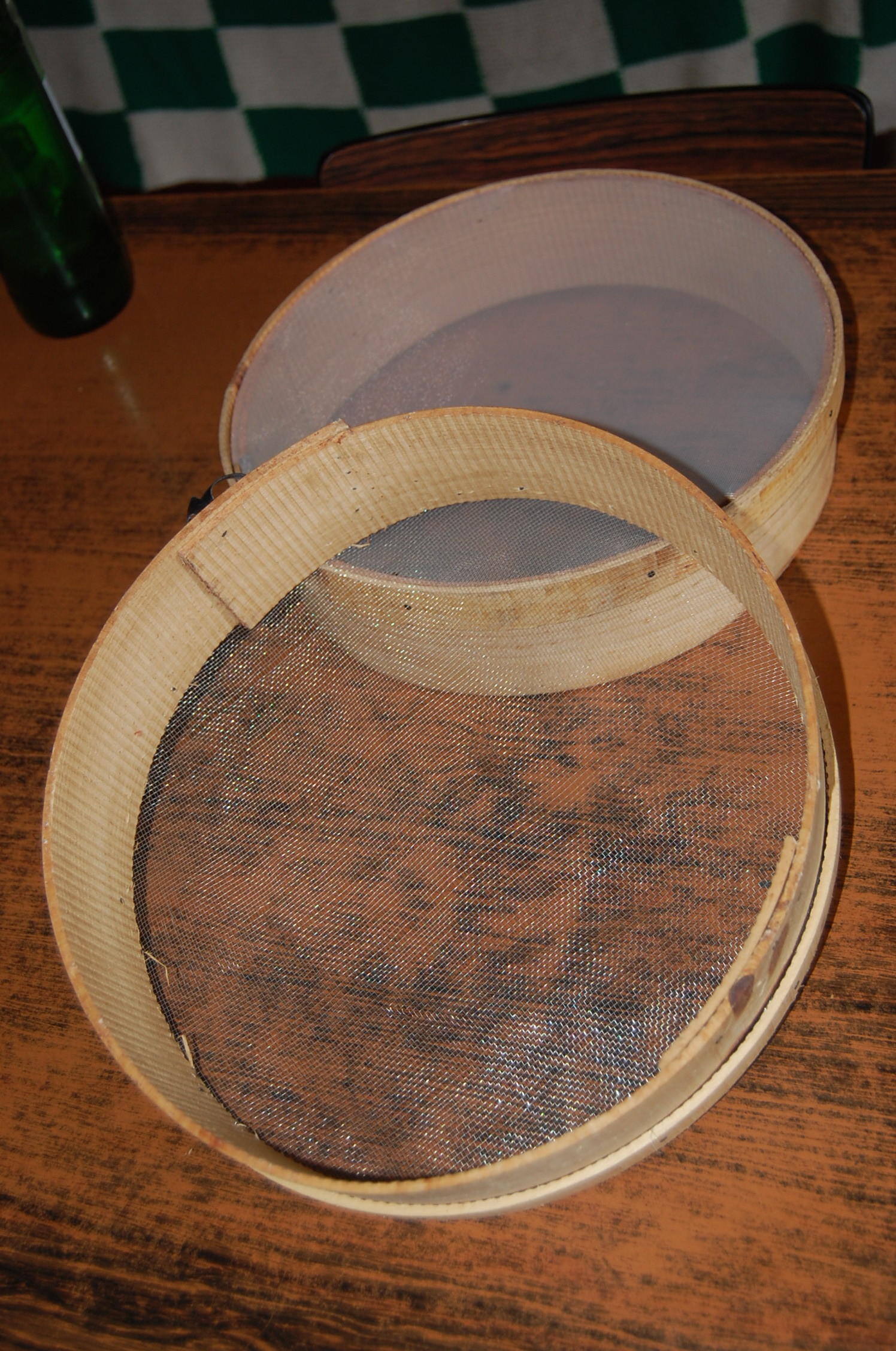
Setacci da cucina
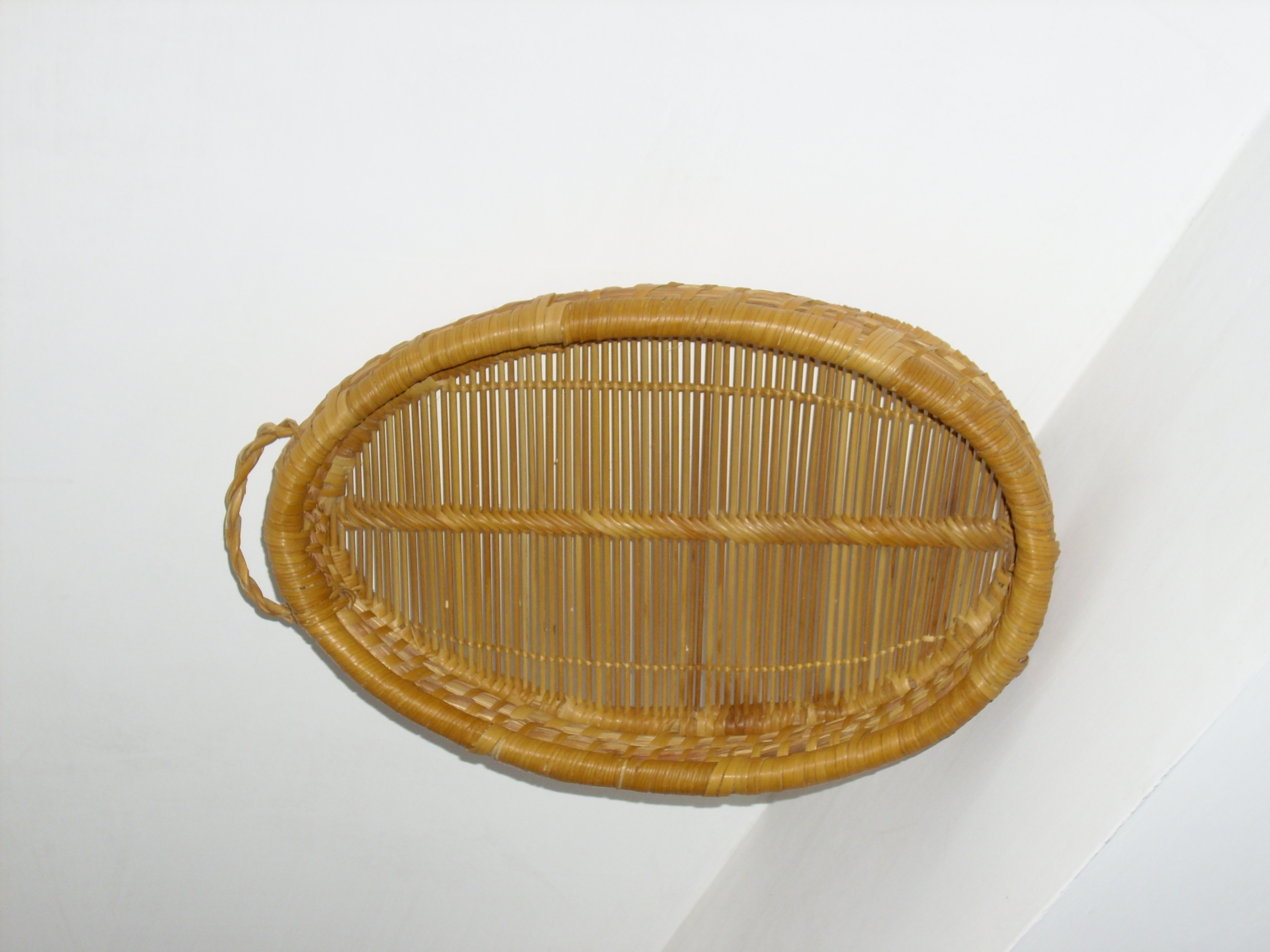
Un tradizionale setaccio (crivu in calabrese e siciliano) in vimini
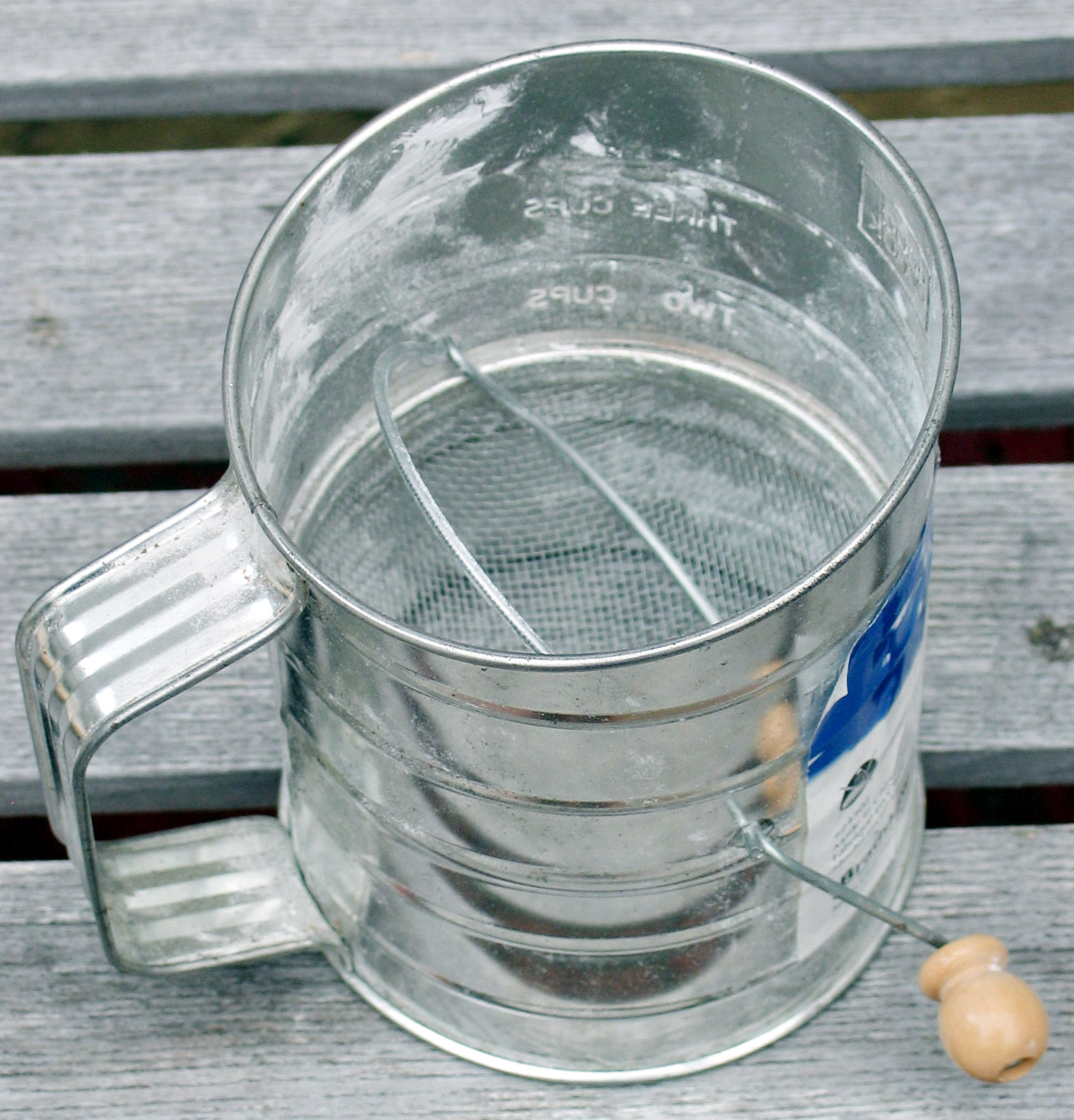
Un moderno setaccio da cucina

### In archeologia

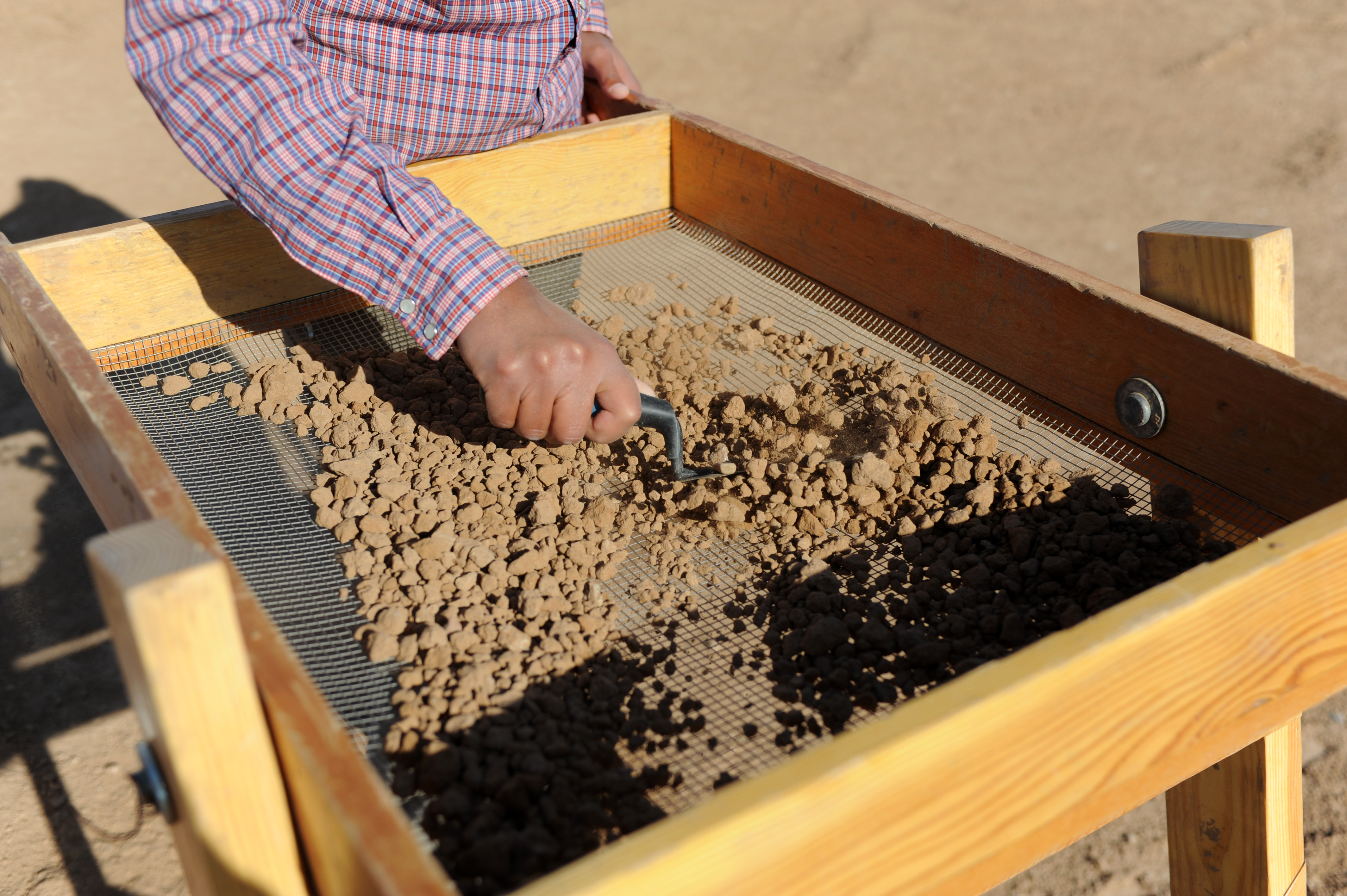
Utilizzo di un setaccio sul terreno raccolto da uno scavo archeologico

Nell'ambito degli scavi archeologici, la setacciatura (a umido o a secco) è spesso utilizzata come metodo per la separazione dei reperti dal terreno raccolto dagli scavi e per la loro campionatura. La setacciatura a umido, svolta facendo passare acqua attraverso una pila di setacci, è detta anche "flottazione" (da non confondere con l'omonimo processo di separazione utilizzato nell'ambito dell'industria di processo).